# آرون جويلين
آرون جويلين (23 يونيو 1993 بتشيهواهوا في المكسيك - ) هو لاعب كرة قدم أمريكي ومكسيكي في مركز الدفاع.

## وصلات خارجية
- آرون جويلين على موقع الدوري الأمريكي (الإنجليزية)
- آرون جويلين على موقع قاعدة بيانات كرة القدم.إي يو (الإنجليزية)
- آرون جويلين على موقع Soccerbase.com (لاعب) (الإنجليزية)
- آرون جويلين على موقع Soccerway.com (الإنجليزية)
- آرون جويلين على موقع عالم كرة القدم.نت (الإنجليزية)
- آرون جويلين على موقع AS.com (الإسبانية)